# Avro Manchester
Avro Manchester var ett brittiskt tungt bombflygplan som utvecklades av A. V. Roe & Co. (Avro) i slutet av 1930-talet. Det användes i begränsad skala i början av andra världskriget, men på grund av problem med motorerna blev det ingen framgång. Det var först när Avro bytte ut de komplicerade Rolls-Royce Vulture-motorerna mot fyra stycken beprövade Rolls-Royce Merlin-motorer som man fick det betydligt mer framgångsrika bombflygplanet Avro Lancaster.

## Utveckling
Manchester utvecklades som ett svar på en specifikation från Luftministeriet för ett tvåmotorigt tungt bombflygplan som kunde flyga längre och ta mer last än medeltunga bombflygplan som Vickers Wellington eller Armstrong Whitworth Whitley. För att uppnå det med bara två motorer behövdes betydligt starkare motorer än de som dittills funnits tillgängliga. Avro valde att satsa på den 24-cylindriga X-motorn Rolls-Royce Vulture som var under utveckling. Dessvärre visade sig Vulture-motorn vara notoriskt otillförlitlig. Handley Page som också hade designat sin Halifax med Vulture-motorer bytte redan i juli 1937 till fyra mer tillförlitliga Merlin-motorer. Avro valde att börja producera Manchester med Vulture-motorer nedtrimmade från 1 760 hk till 1 500 hk för att minska problemen i väntan på att Rolls-Royce skulle lösa problemen. Nedtrimningen hade inte avsedd effekt, motorerna drabbades fortfarande alltför ofta av haverier, men den gjorde att flygplanen inte längre kunde hålla sig flygande med bara en motor ens utan last. Rolls-Royce kunde aldrig lösa problemen med Vulture och koncentrerade sig i stället på den mer konventionella motorn Griffon. Avro valde därför att gå samma väg som Handley Page och konstruera om flygplanet med fyra stycken Merlin-motorer vilket blev Avro Lancaster.

## Användning
Den första serieproducerade Manchestern levererades till RAF Bomber Command 5 augusti 1940 och i november togs den officiellt i tjänst med No.207 Squadron. Det första stridsuppdraget genomfördes 24–25 februari 1941 mot hamnen i Brest. Hela flottan av Manchesters fick flygförbud i april och juni 1941. I augusti hoppades man att man hade löst motorproblemen, men problemen fortsatte och i november 1941 avbröts tillverkningen av Manchesters. Den 7 november 1941 genomförde RAF Bomber Command sin största räd någonsin mot Berlin med bara 15 av 400 plan av typen Manchester. Den sista insatsen med Manchesters var en räd mot Bremen 25 juni 1942. Av de 209 flygplan som byggdes användes 193 i strid och genomförde 1 269 uppdrag. Av de 123 flygplan som förlorades var 45 genom olyckor, 30 av dem på grund av motorhaverier.